# Kéthely, Somogy
Kéthely  este un sat în districtul Marcal, județul Somogy, Ungaria, având o populație de 2.384 de locuitori (2011). 

## Demografie
Componența etnică a satului Kéthely
     Maghiari (91,66%)
     Romi (6,74%)
     Germani (1,4%)
     Necunoscut (0,2%)
     Alții (0,2%)
Componența confesională a satului Kéthely
     Romano-catolici (53,82%)
     Fără religie (9,06%)
     Reformați (1,51%)
     Necunoscută (35,28%)
     Luterani (0,34%)
     Alte religii (1,59%)
Conform recensământului din 2011, satul Kéthely avea 2.384 de locuitori. Din punct de vedere etnic, majoritatea locuitorilor (91,66%) erau maghiari, existând și minorități de romi (6,74%) și germani (1,4%). Apartenența etnică nu este cunoscută în cazul a 0,2% din locuitori.  Din punct de vedere confesional, majoritatea locuitorilor (53,82%) erau romano-catolici, existând și minorități de persoane fără religie (9,06%) și reformați (1,51%). Pentru 35,28% din locuitori nu este cunoscută apartenența confesională.